# Елайджа Адебайо
Ела́йджа Ануолува́по Адеба́йо (англ. Elijah Anuoluwapo Adebayo; нар. 7 січня 1998, Лондон) — англійський футболіст, нападник клубу «Лутон Таун».

## Клубна кар'єра
Почав займатися футболом у віці 9 років в структурі клубу «Фулгем». В юнацьких командах грав на позиції центрального захисника, перед тим як змінив своє амплуа на нападника. Після переведення до складу основної команди був відправлений в низку оренд. В 2016 і 2017 роках виступав за команди нижчих ліг Англії «Слау Таун» і «Богнор-Риджіс Таун». В січні 2018 року відправився в оренду в клуб «Челтнем Таун». В липні приєднався до «Свіндон Тауна» до кінця сезону, а 31 січня 2019 року до клубу «Стівенідж».
По завершенні сезону 2018–19 залишив «Фулгем» і в червні 2019 року підписав контракт з клубом «Волсолл» з Другої ліги Англії
1 лютого 2021 року підписав контракт з клубом Чемпіоншипу «Лутон Таун». За підсумками сезону 2022–23 його команда перемогла у фіналі плей-оф «Ковентрі Сіті» і здобула підвищення до Прем'єр-ліги, повернувшись до найвищого дивізіону чемпіонату Англії вперше з 1992 року.
12 серпня 2023 року дебютував в Прем'єр-лізі, вийшовши в стартовому складі в матчі проти «Брайтон енд Гоув Альбіон». 3 жовтня 2023 року в матчі проти «Бернлі» відзначився першим голом в Прем'єр-лізі.
30 січня 2024 року в матчі Прем'єр-ліги проти клубу «Брайтон енд Гоув Альбіон» оформив свій перший в кар'єрі хет-трик. Адебайо став автором першого в історії хет-трика «Лутон Тауна» в Прем'єр-лізі і першим гравцем клубу, що забив 3 голи у найвищому дивізіоні чемпіонату Англії після Ларса Ельструпа, який відзначився у воротах «Норвіч Сіті» у вересні 1990 року. Також його хет-трик став першим на стадіоні «Кенілворт Роуд» після Марка Стайна, який це зробив проти «Оксфорд Юнайтед» в лютому 1988 року. За хет-трик, який допоміг команді здобути її найбільшу перемогу в Прем'єр-лізі, був номінований на звання найкращого гравця місяця (за січень 2024 року).

## Особисте життя
Народився в Лондоні, має нігерійське походження. Його батько родом з Ремо, штат Огун.

## Досягнення
«Лутон Таун»
- Переможець плей-оф Чемпіоншипу: 2022–23